# Невенглош
Невенглош (пол. Niewęgłosz) — село в Польщі, у гміні Чемерники Радинського повіту Люблінського воєводства.
Населення — 453 особи (2011).
У 1975-1998 роках село належало до Білопідляського воєводства.

## Демографія
Демографічна структура станом на 31 березня 2011 року:
|          | Загалом | Допрацездатний вік | Працездатний вік | Постпрацездатний вік |
| -------- | ------- | ------------------ | ---------------- | -------------------- |
| Чоловіки | 233     | 54                 | 148              | 31                   |
| Жінки    | 220     | 53                 | 107              | 60                   |
| Разом    | 453     | 107                | 255              | 91                   |